# ساوکا دابچویچ-کوچار
ساوکا دابچویچ-کوچار (انگلیسی: Savka Dabčević-Kučar؛ ۶ دسامبر ۱۹۲۳ – ۶ اوت ۲۰۰۹) یک سیاست‌مدار اهل کرواسی بود.